# Sopomio
Sopomio är en ort i Mexiko.   Den ligger i kommunen Tacámbaro och delstaten Michoacán de Ocampo, i den södra delen av landet, 260 km väster om huvudstaden Mexico City. Sopomio ligger 1 952 meter över havet och antalet invånare är 194.
Terrängen runt Sopomio är lite bergig. Runt Sopomio är det ganska glesbefolkat, med 25 invånare per kvadratkilometer. Närmaste större samhälle är Tacámbaro de Codallos, 11,4 km öster om Sopomio. I omgivningarna runt Sopomio växer huvudsakligen savannskog.